# Es así (álbum)
Es así es el título del noveno álbum de estudio grabado por el cantautor venezolano Ricardo Montaner. Fue lanzado al mercado por la compañía discográfica WEA Latina el 28 de octubre de 1997, siendo el primer trabajo con dicha disquera. 
El álbum fue dirigido y producido por el compositor y productor musical italiano Piero Cassano y algunos de los sencillos que se promocionaron de este disco fueron: Para llorar, tema principal de la telenovela venezolana de la cadena Venevisión en colaboración de la cadena española Televisión Española Destino de mujer (1997-1998), Es así y La mujer de mi vida; canciones de este disco que mejor calaron a nivel de radio. Esta última canción también fue el tema principal de la telenovela venezolano-estadounidense homónima de la empresa televisiva Venevisión en colaboración con la cadena de televisión estadounidense de habla hispana Univisión y la extinta empresa televisiva venezolano-estadounidense Fonovideo La mujer de mi vida (1998-1999).

## Lista de canciones
| Es así |                       |                                                              |          |  |
| N.º    | Título                | Escritor(es)                                                 | Duración |  |
| 1.     | «Y si te miro»        | Piero Cassano · Ricardo Montaner                             | 4:10     |  |
| 2.     | «Tanto que decirte»   | José Luis "Caplín" Chacin · Piero Cassano · Ricardo Montaner | 4:35     |  |
| 3.     | «La mujer de mi vida» | Piero Cassano · José Luis "Caplín" Chacin · Ricardo Montaner | 4:18     |  |
| 4.     | «Es así»              | Piero Cassano · Ricardo Montaner                             | 5:02     |  |
| 5.     | «Dame olvido»         | José Luis "Caplín" Chacin · Ricardo Montaner                 | 4:46     |  |
| 6.     | «Este amor»           | Piero Cassano · Ricardo Montaner                             | 4:24     |  |
| 7.     | «Para llorar»         | Piero Cassano · Ricardo Montaner                             | 4:37     |  |
| 8.     | «Ojalá»               | Piero Cassano · José Luis "Caplín" Chacin · Ricardo Montaner | 5:18     |  |
| 9.     | «Tributo al amor»     | Piero Cassano · Ricardo Montaner                             | 4:44     |  |
| 10.    | «Te pienso»           | Piero Cassano · Ricardo Montaner                             | 4:32     |  |
| 11.    | «Una palabra»         | Andretto · Piero Cassano · Ricardo Montaner                  | 4:23     |  |

## Datos del álbum
- Producido por: Piero Cassano.
- Voz: Ricardo Montaner.
- Piano: Piero Cassano.
- Guitarras: Giorgio Cocilovo y Maurizio Macchioni.
- Bajo: Cesare Chiodo y Paolo Costa.
- Batería: Alfredo Golino.
- Saxo: Fabio Gurian.
- Bandoneón: Flavio Premoli.
- Backing Vocals: Paola Folli, Silvio Pozzoli, Maurizio Macchioni y Piero Cassano.
- Cuerdas: Nicolai Gagov, Evelina Arabagieva, Gheorghi Boiagiev, Emil Boscev, Vassil Dimitrov, Petar Ganev, Ivan Ginov, Todor Gheorghiev, Daniela Gheorghieva, Todor Mitrov, Valentin Gherov, Petar Petrov y Ognian Stancev.
- Coordinación de Producción: Lorena Bassano.
- Asistente de Producción: Maurizio Macchioni.
- Ingeniero de Grabación: Marco Streccioni.
- Ingeniero de Mezcla: Bruno Mylonas.
- Asistente de Mezcla: Carmine Di.
- Masterizado por: Christian Zimmerli.
- Fotografía: Diego Uchitel.